# Schavot

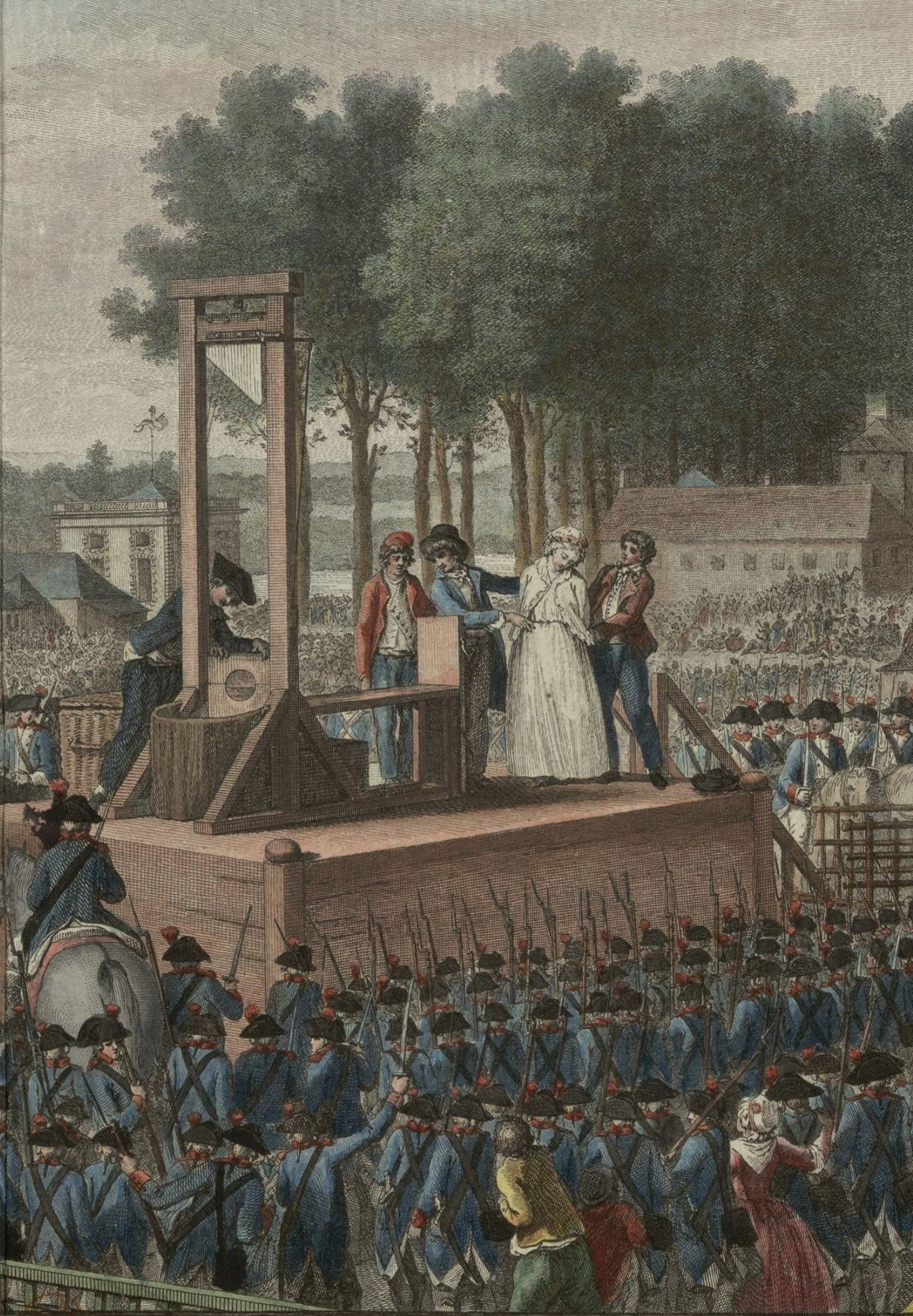
Marie Antoinette op het schavot, vlak voor haar onthoofding op 16 oktober 1793

Het schavot was vanouds een verhoogd opgestelde executieplaats. Het schavot werd veelal dagen op voorhand klaargezet door timmerlieden. Het schavot stond op meerdere palen en had een houten plankenvloer. Als het om een halsrecht ging (onthoofding), werd er meestal stro gelegd, toch vooral bij het hakblok, om het gespatte bloed op te vangen. 
Tijdens de Franse Revolutie, vanaf 1789 tot 1799, stonden in bijna alle Franse steden voortdurend schavotten opgesteld met de gevreesde guillotine. 
Op het schavot stond soms ook de galg of een lange galgbalk waaraan meerdere personen werden gehangen tot de dood erop volgde. 
Daarna werd het lijk afgenomen en overgebracht naar het galgenveld buiten de stad, waar het opnieuw werd opgehangen. Daar bleven de veroordeelden hangen tot ze er vanzelf afvielen.
De brandstapel werd ook op een schavot geplaatst, zodat iedereen kon zien hoe iemand levend verbrandde. 
Nog op het schavot werden andere vormen van executies uitgevoerd, zoals het radbraken, wurging, verminking en vierendelen met de bijl.
Na de tweede helft van de 19e eeuw werden de executies op binnenplaatsen van gevangenissen uitgevoerd, en niet meer in het openbaar. Alleen familie (als ze wilden), rechters en hoogwaardigheidsbekleders mochten aanwezig zijn. 